# Марія Канделарія
«Марія Канделарія» (ісп. María Candelaria) — мексиканський фільм 1944 року, який поставив режисер Еміліо Фернандес. Разом з іншими 11-ма стрічками фільм здобув Гран-прі 1-го Каннського кінофестивалю 1946 року.

## Сюжет
Молода журналістка цікавиться портретом голої дівчини, який знаходиться в кабінеті старого художника. Той розповідає про події, яка відбувалася в Сошимілко у 1909 році…
Мексиканська індіанка Марія Канделарія розплачується за погану репутацію матері. Вона, ізгой у своєму селі, живе з нареченим-індіанцем Лоренцо. Лише священник по-людськи ставиться до молодої пари. Марія Канделарія не поступається домаганням торговця, якому вона повинна грошей. Той мститься, вбиваючи свиню Марії — її єдиний скарб у цьому світі. Марія захворює, і її наречений краде для неї у крамаря хінін і весільну сукню. Його саджають до в'язниці. Щоб заробити на життя, Марія погоджується позувати якомусь художникові. Коли жителі села бачать картину, на якій зображена гола дівчина, вони побивають Марію каменями біля стін в'язниці, хоча дівчина позувала тільки обличчям. Вона помирає на руках у Лоренцо…

## В ролях
| Долорес дель Ріо   | ···· | Марія Канделарія |
| Педро Армендаріс   | ···· | Лоренцо Рафаель  |
| Альберто Галан     | ···· | художник         |
| Маргарита Кортес   | ···· | Лупе             |
| Мігель Інклан      | ···· | дон Даміан       |
| Беатріс Рамос      | ···· | журналістка      |
| Рафаель Ікардо     | ···· | священик         |
| Лупе дель Кастільо | ···· | лікар            |
| Лупе Інклан        | ···· | пліткар          |
| Сальвадор Кірос    | ···· | суддя            |

## Визнання
| Нагороди та номінації фільму «Марія Канделарія» | Нагороди та номінації фільму «Марія Канделарія» | Нагороди та номінації фільму «Марія Канделарія» | Нагороди та номінації фільму «Марія Канделарія» | Нагороди та номінації фільму «Марія Канделарія» | Нагороди та номінації фільму «Марія Канделарія» |
| Рік                                             | Кінофестиваль/кінопремія                        | Категорія/нагорода                              | Номінант                                        | Результат                                       |                                                 |
| ----------------------------------------------- | ----------------------------------------------- | ----------------------------------------------- | ----------------------------------------------- | ----------------------------------------------- | ----------------------------------------------- |
| 1946                                            | 1-й Каннський кінофестиваль                     | Гран-прі                                        | Марія Канделярія                                | Перемога                                        |                                                 |
| 1946                                            | 1-й Каннський кінофестиваль                     | Найкраща операторська робота                    | Габріель Фігероа                                | Перемога                                        |                                                 |
| 1947                                            | Міжнародний кінофестиваль у Локарно             | Найкращий оператор                              | Габріель Фігероа                                | Перемога                                        |                                                 |